# Golfo de Cupica
Golfo de Cupica är en vik i Colombia.   Den ligger i departementet Chocó, i den nordvästra delen av landet, 400 km nordväst om huvudstaden Bogotá.